# 16 ق هـ
16 ق هـ هي السنة السادسة عشرة السابقة للهجرة النبوية، وهي توافق ما بين سنتي 606 و607 حسب التقويم الميلادي، أي أنها بدأت في سنة 606م وانتهت في سنة 607م.

## مواليد
- أبو الأسود الدؤلي